# Отворено првенство Прага у тенису 2006.
Други тениски ВТА турнир Отворено првенство Прага у тенису 2006. под именом „ЕЦМ Праг опен“ одржан је у Прагу Чешка Република у времену од 8 - 14. маја 2006. године. Турнир је IV категорије са наградним фондом од 145.000 долара. Игра се на отвореним теренима Првог тениског клуба у Прагу са земљаном подлогом и учешћем 32 такмичарке из 20 земаља и 16 парова са тенисеркама из 16 земаља.
Најуспешнија такмичарка на турниру је Израелка Шахар Пер која је победила и појединачно и у игри парова.

## Победнице

### Појединачно
Шахар Пер  Израел — Саманта Стосур  Аустралија 4-6, 6-2, 6-1
- Ово је за Шахар Пер била друга ВТА титула у каријери.

### Парови
Марион Бартоли  Француска / Шахар Пер  Израел — Ешли Харлклруд / Бетани Матек  Сједињене Државе 6-4, 6-4
- За Марион Бартоли ово је била трећа ВТА титула у игри парова а Шахар Пер прва у игри парова у каријери.